# São João das Lampas
São João das Lampas is een plaats en freguesia in de Portugese gemeente Sintra en telt 9665 inwoners (2001).